# Барб'яно
Барб'яно (італ. Barbiano) — муніципалітет в Італії, у регіоні Трентіно-Альто-Адідже,  провінція Больцано.
Барб'яно розташований на відстані близько 530 км на північ від Рима, 70 км на північний схід від Тренто, 17 км на північний схід від Больцано.
Населення — 1685 осіб (2014).

## Демографія
Населення за роками:

Станом на 1 січня 2023 року в муніципалітеті офіційно проживало 119 іноземців з 22 країн, серед них 51 громадянин країн Євросоюзу та 17 громадян України.

## Сусідні муніципалітети
- Кастельротто
- Лайон
- Понте-Гардена
- Ренон
- Вілландро